# 에스토니아 개혁당
에스토니아 개혁당(-改革黨, 에스토니아어: Eesti Reformierakond, ER)은 에스토니아의 자유주의 정당이다. 정치성향은 중도주의이며, 중도우파 경향을 보인다. 당대표는 2018년 취임한 카야 칼라스이며, 별칭은 '다람쥐당'(에스토니아어: Oravapartei)이다.
1994년 에스토니아 은행 총재인 심 칼라스가 조국을 위한 국가연합당으로부터 분리 창당하였다. 1990년대 중반부터 거의 매번 내각 연정에 참여하고 있어 에스토니아의 주요 정당으로 꼽히고 있으며, 특히 에스토니아의 자유시장과 저세율 정책에 있어 큰 영향력을 발휘하고 있는 정당이다. 역대 개혁당 대표 중 심 칼라스, 타비 러이바스, 안드루스 안시프, 카야 칼라스가 에스토니아 총리를 지냈다. 2021년 1월부터는 에스토니아 중도당과의 연립내각을 구성하면서 카야 칼라스 내각을 꾸려 집권 여당이 되었으며, 현재는  크리스텐 미할이 에스토니아 총리가 되면서 여당이 되었다.
국제적으로는 1994년 자유주의 인터내셔널의 참관회원이 되었으며, 1996년 정식 회원으로 활동 중이다. 유럽 의회 내에서는 유럽자유민주동맹당의 회원이다.

## 역사

### 심 칼라스 대표 체제

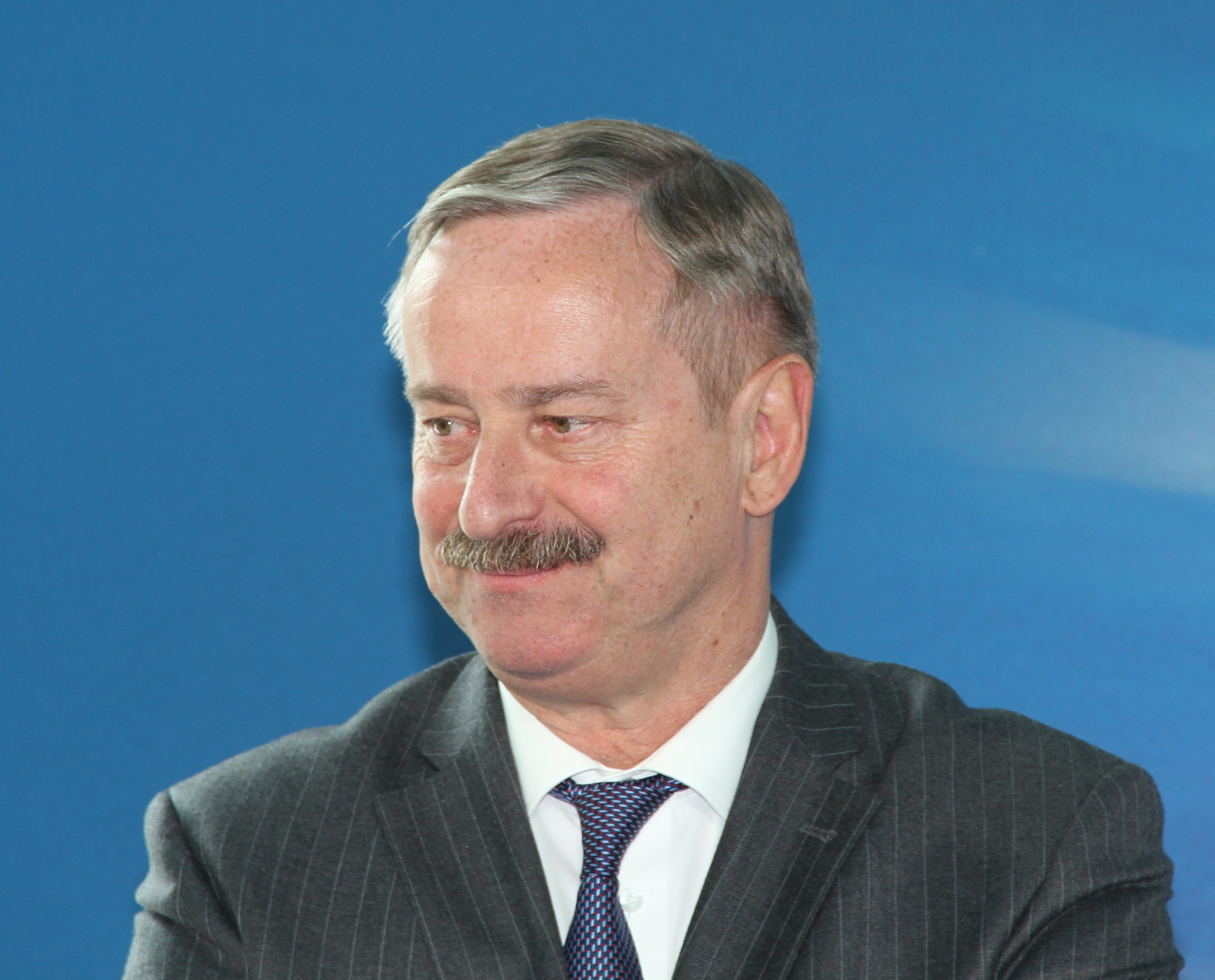
초대 당대표 심 칼라스. 유럽 집행위원회 부위원장과 교통집행위원을 지냈다.

1994년 11월 18일 조국을 위한 국가연합당에서 분당되어, 개혁당, 자유민주당과 합당하면서 창당되었다. 창당 당시 당원은 710명이었으며, 초대 대표는 당시 에스토니아 은행 총재이자 막 정치권에 입문한 심 칼라스였다. 칼라스 대표는 당시 마르트 라르 정부에 입각하지는 않았지만 중앙은행 총재로서 에스토니아 크론화의 성공적인 도입으로 능력을 인정받고 있었다. 개혁당은 독일의 자유민주당, 스웨덴의 자유인민당, 핀란드 스웨덴인당, 라트비아의 길을 비롯한 해외 정당과의 연대를 꾀했다.
1995년 에스토니아 총선에서 개혁당은 19석을 얻어 에스토니아 연합당에 이어 원내 제2당이 되었다. 티트 배히 연합당 대표는 개혁당화의 연립내각 수립 협상에 나섰으나, 경제정책과 관련해 의견차를 좁히지 못하여 결렬되었다. 당시 개혁당이 농업보조금 지급에 반대하고 비례소득세 유지를 지지했기 때문이었다. 이후 연합당은 중도당과의 연립내각을 수립했으나 에드가르 사비사르 중도당 대표가 연루된 테이프 유출 스캔들이 수면위로 떠오르면서 실각하고, 1995년 11월 연합당이 중도당 대신 개혁당과 내각 수립에 합의하면서 처음으로 집권 여당이 되었다. 칼라스 대표는 에스토니아 외무장관에 임명되었으며, 개혁당 출신 인사 다섯 명이 입각하였다. 하지만 1년 뒤 1996년 연합당이 개혁당과의 협의 없이 중도당과의 연립 내각 수립 협약을 체결하면서 다시 야당이 되었다.
1999년 에스토니아 총선에서는 1석을 잃어 18석이 되었으며, 중도당과 조국연합에 이어 원내 제3당이 되었다. 개혁당은 조국연합, 온건당과의 중도우파 연립내각 수립에 참여하였고, 마르트 라르 내각에서 심 칼라스 대표는 에스토니아 재무장관으로, 토마스 사비는 대변인으로 임명되었다. 당시 연립내각이 유럽연합과 NATO 가입 문제에 집중하는 가운데서도 개혁당은 법인세 폐지 공약을 성공적으로 실현시켜 당의 가장 중요한 성과로 소개하게 되었다. 1999년 에스토니아 지방선거 당시 3당은 탈린 선거에서도 연대 및 단일화를 실천하였다.
1999년 3월부터 2001년 12월까지 조국연합, 사민당과 연립내각에 참여했던 개혁당은 2002년 1월부터 2003년 3월까지 에스토니아 중도당과 새로 연립내각을 꾸리게 되었다. 이 과정에서 심 칼라스 대표가 처음으로 에스토니아 총리에 오른다. 2003년 3월 총선 이후 공화당이 주도하고 인민연합이 참여하는 내각에 다시 참여했으며, 유한 파르츠 정부가 주도하는 2003년 에스토니아 유럽 연합 가입 국민투표 찬성 운동에 함께 나섰다.

### 안시프·러이바스 총리와 페브쿠르 대표 체제

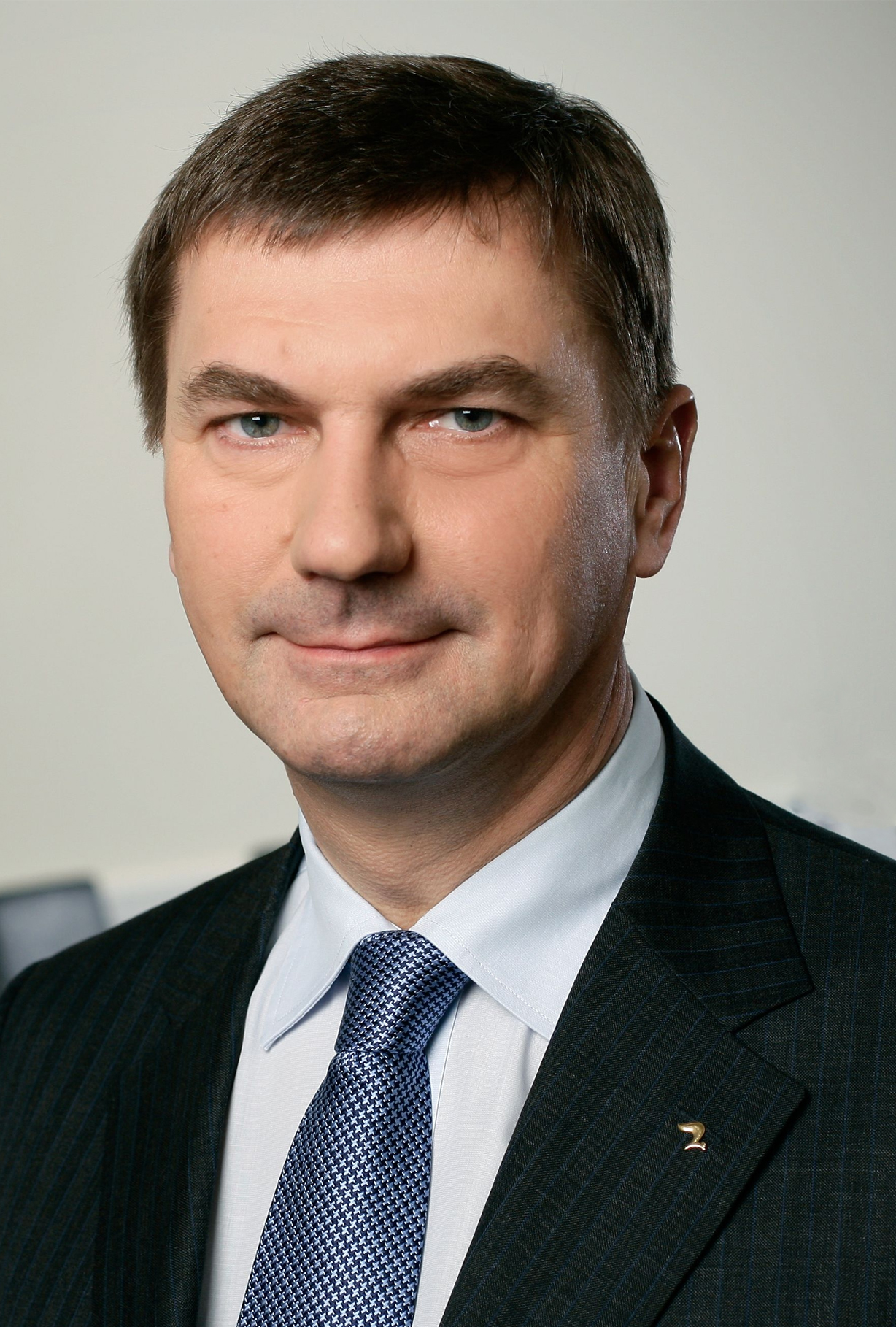
안드루스 안시프 전 총리

2005년 3월 심 칼라스 대표가 자리에서 물러나고 안드루스 안시프가 제2대 당대표로 취임하였다. 이 시기 개혁당은 중도당, 인민연합과 연립내각을 꾸려 다시 정권을 잡았고 안시프는 총리에 취임하였다. 2007년 에스토니아 총선에서는 지난 선거보다 10%가 증가한 28% 득표율을 보이면서, 12석을 늘려 원내 31석을 차지하였으며, 조국과 공화국을 위한 연합, 사회민주당과의 연립내각으로 정권을 연장하였다. 2009년 5월부터는 조국과 공화국을 위한 연합과의 2당 내각 체제에 들어갔다.
2014년 3월 24일 안시프 대표가 물러나면서 개혁당은 사회민주당과의 연립내각을 통해 타비 러이바스 총리가 이끄는 신내각을 출범시켰다. 그해 5월 25일에는 2014년 유럽의회 선거가 열렸으며 개혁당은 24.3% 득표율을 획득하며 2명의 유럽의회 비례의원을 배출하였다.
2015년 3월 1일 치러진 총선에서 개혁당은 27.7% 득표율로 원내 30석을 확보하였다. 선거 직후 사회민주당, 조국과 공화국을 위한 연합과의 3당 연립내각 구성에 나섰으나 해를 넘겨 2015년 11월 내부갈등으로 분열되었다. 이에 개혁당을 제외한 나머지 두 당이 중도당과의 연립내각 협상에 들어가, 중도당-사회민주당-조국과 공화국을 위한 연합이 연립내각을 이루고 개혁당은 1999년 이래 처음으로 야당이 되었다. 러이바스 총리는 실각을 이유로 당대표에서 물러났다.
2017년 1월 7일, 개혁당 당대회에서 신임 당대표로 한노 페브쿠르가 당선되었다. 하지만 페브쿠르 대표 임기 초반부터 당내 갈등이 발생하였고, 계속해서 증가하는 비판 여론에 휩싸이게 되었다. 이에 2017년 12월 13일 페브쿠르는 내년 1월에 열리는 대표 선거에 불출마를 선언하며 당대표에서 물러났다.

### 칼라스 총리
2018년 4월 14일 신임 당대표로 카야 칼라스가 취임하였다. 2019년 에스토니아 총선에서 개혁당은 28.8%를 득표하여 원내 34석을 확보하였으나, 연립내각 수립에는 실패하고 야당으로 남았다. 하지만 2021년 1월 위리 라타스 총리의 실각으로, 카야 칼라스 당대표는 에스토니아 개혁당이 주도하고 에스토니아 중도당이 참여하는 연립내각을 수립하여 집권 여당이 되었다.

## 이념
정치성향은 중도에서 중도우파 정당으로 분류되며, 이념상으로는 자유주의, 고전자유주의, 자유보수주의, 보수자유주의를 표방하고 있다. 창당 이래 경제자유주의 정책을 지속해서 추진해나가고 있으며, 신자유주의 정당으로도 소개되고 있다. 현재 에스토니아에서 경제 면에서는 가장 리버럴한 행보를 보이고 있는 정당이다.
- 재투자수익에 대한 법인세 감면에 찬성하고, 배당세 폐지를 추진한다.
- 비례세를 22% (2007년)에서 18% (2011년)으로 감축한다. 다만 금융위기 여파 탓에 2008년과 2009년에는 21%로 유지하였다.
- 평균 부가가치세의 인상을 반대한다. 다만 2009년 봄 금융위기 여파가 심각해지자 재원 추가 확보에 나서면서 찬성 입장으로 선회, 2009년 7월 1일 에스토니아의 부가가치세는 18%에서 20%로 인상되었다.[37]

### 참고 문헌
- Bugajski, Janusz (2002). 《Political Parties of Eastern Europe: A Guide to Politics in the Post-Communist Era》. London: M. E. Sharpe. ISBN 978-1-56324-676-0.
- Europa Publications (1998). 《Eastern Europe and the Commonwealth of Independent States》. London: Routledge. ISBN 978-1-85743-058-5.
- Nørgaard, Ole (1999). 《The Baltic States After Independence》. London: Edward Elgar Publishing. ISBN 978-1-85898-837-5.
- Berglund, Sten; Ekman, Joakim; Aarebrot, Frank H. (2004). 《The Handbook of Political Change in Eastern Europe》. London: Edward Elgar Publishing. ISBN 978-1-84064-854-6.
- Kulik, Anatoly; Pshizova, Susanna (2005). 《Political Parties in Post-Soviet Space: Russia, Belarus, Ukraine, Moldova, and the Baltics》. New York: Greenwood Publishing Group. ISBN 978-0-275-97344-5.